# Șuțești
Șuţești is een Roemeense gemeente in het district Brăila.
Șuţești telt 4561 inwoners.